# Discovery World w Milwaukee

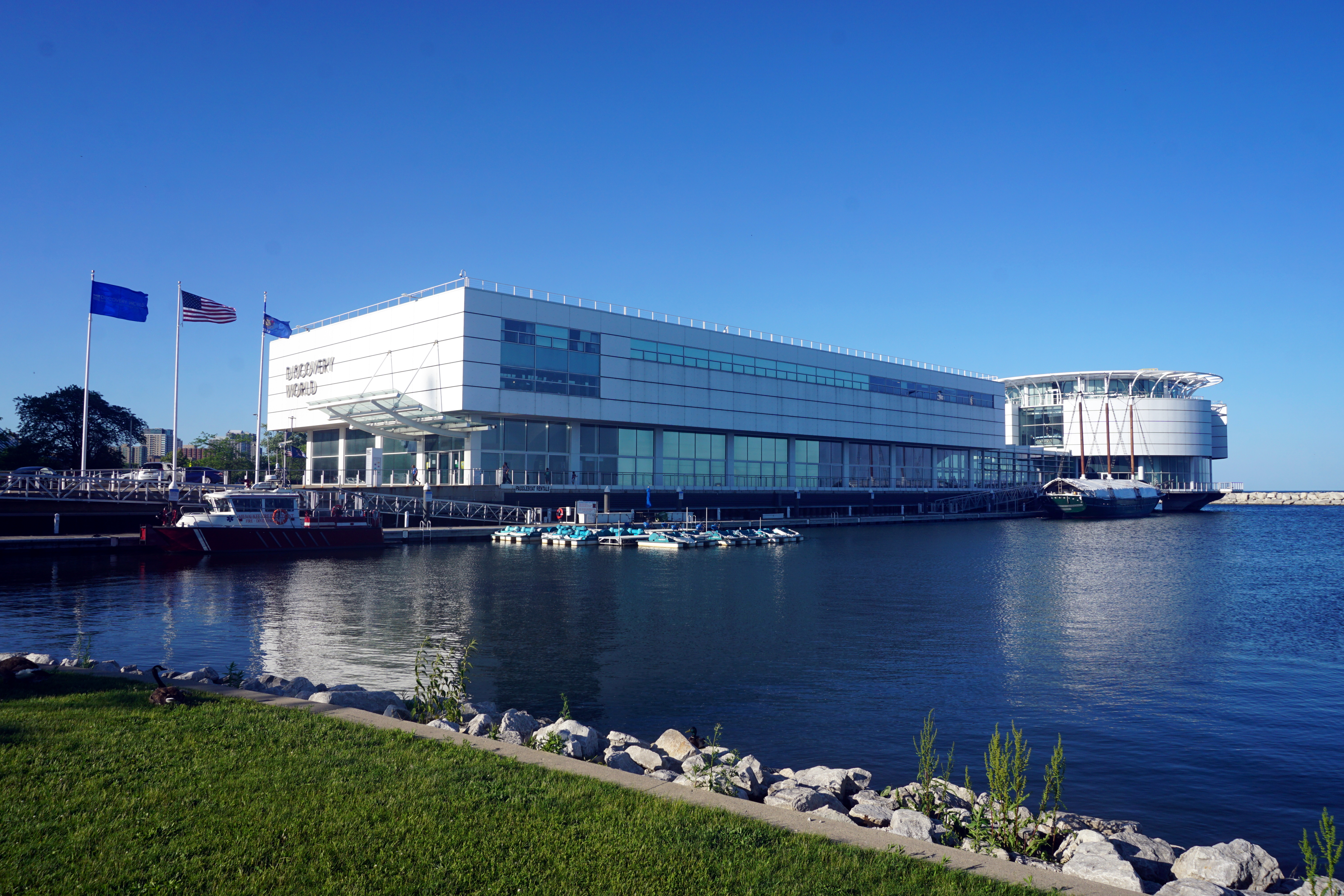
Budynek Discovery World

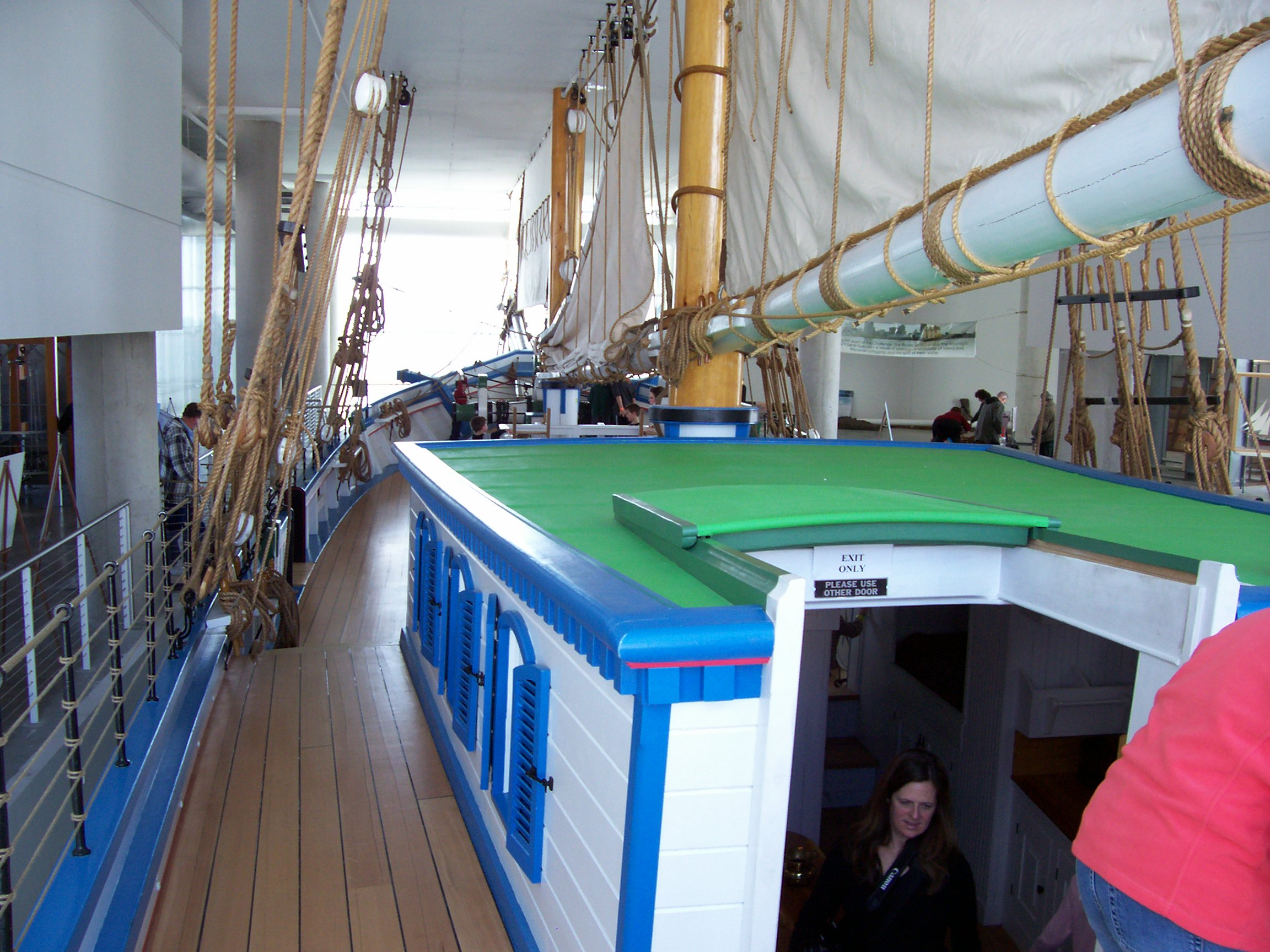
Replika okrętu Challenge w Discovery World

Discovery World (pełna nazwa Discovery World Museum of Science, Economics & Technology) – muzeum edukacyjne dla dzieci i młodzieży w miejscowości Milwaukee w stanie Wisconsin w Stanach Zjednoczonych. Ogromny kompleks muzealny poświęcony nauce, ekonomii oraz technologii. Kompleks wzbogacony o akwarium (the Reiman Family Aquarium) oraz okręt flagowy.